# Craibia laurentii
Craibia laurentii är en ärtväxtart som först beskrevs av De Wild., och fick sitt nu gällande namn av De Wild.. Craibia laurentii ingår i släktet Craibia, och familjen ärtväxter. Inga underarter finns listade i Catalogue of Life.